# Ноймаркт (Верхній Пфальц)
Ноймаркт (нім. Neumarkt) — місто в Німеччині, розташоване в землі Баварія. Підпорядковується адміністративному округу Верхній Пфальц. Входить до складу району Ноймаркт.
Площа — 79,03 км2. Населення становить 40 243 ос. (станом на 31 грудня 2020).
Поділяється на 45 міських районів.
Після Другої світової війни тут діяло спортивне товариство УСТ Буревій.

## Міста-побратими
- Іссуар (Франція, з 1971)

## Галерея

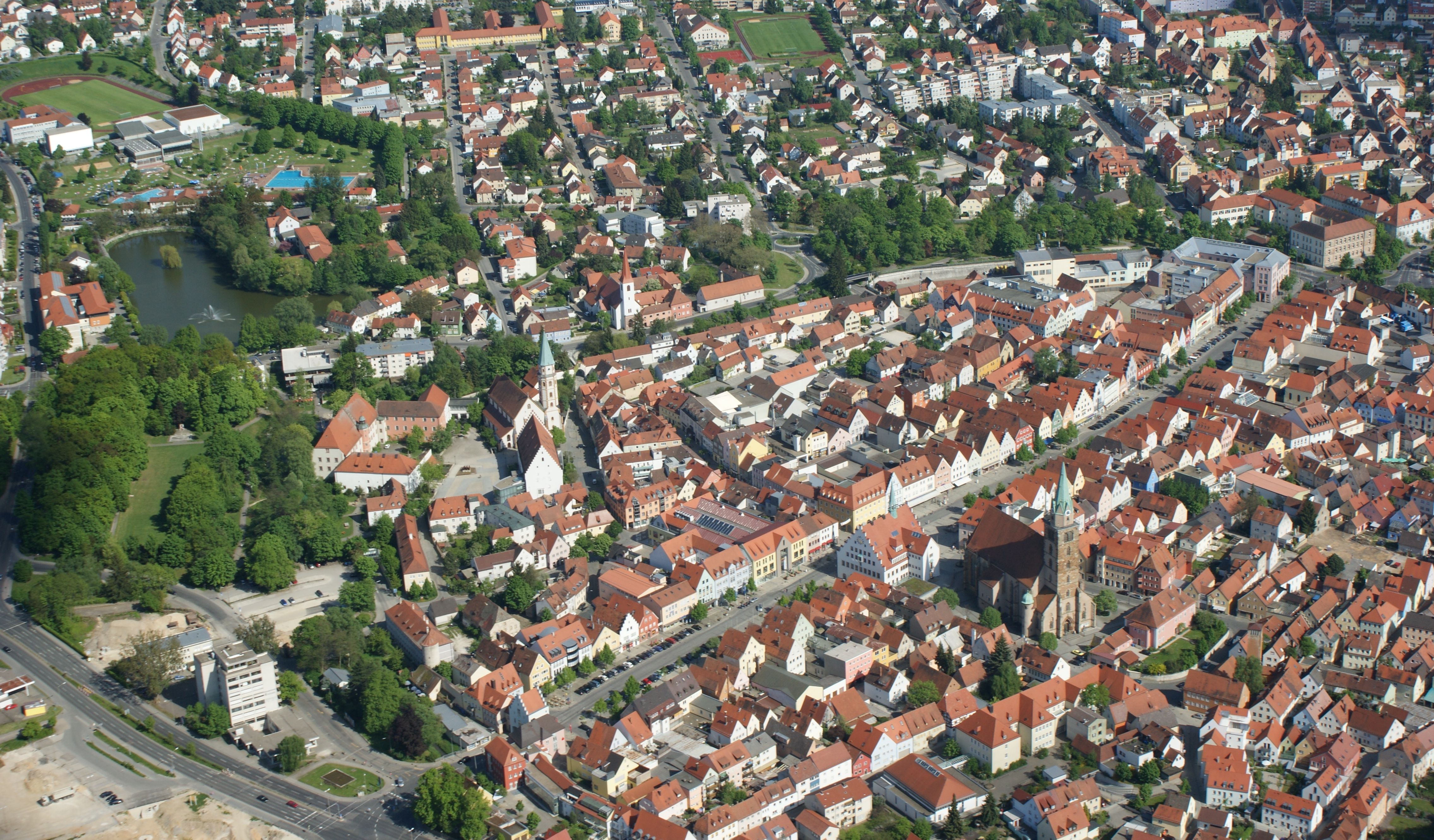
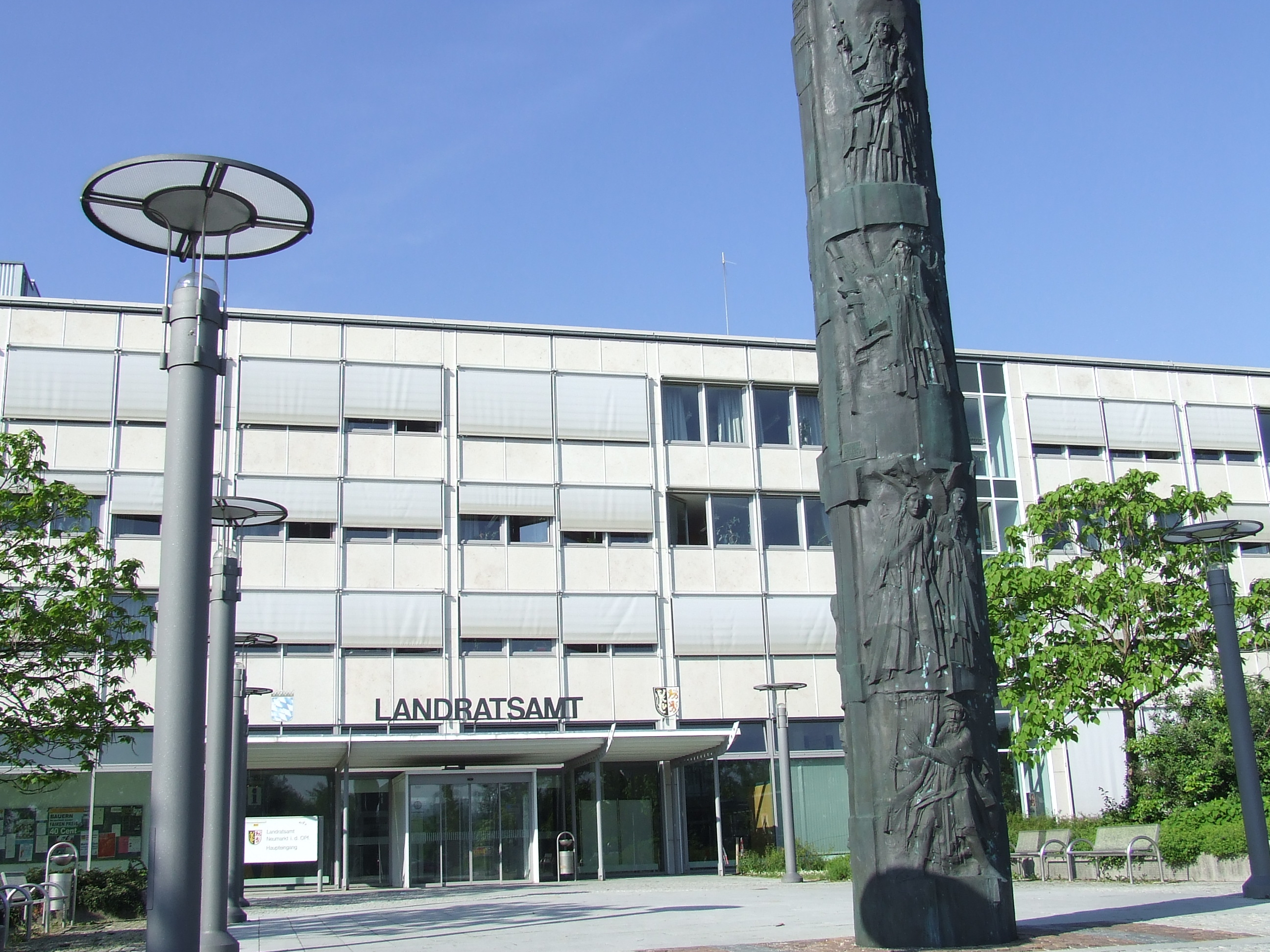
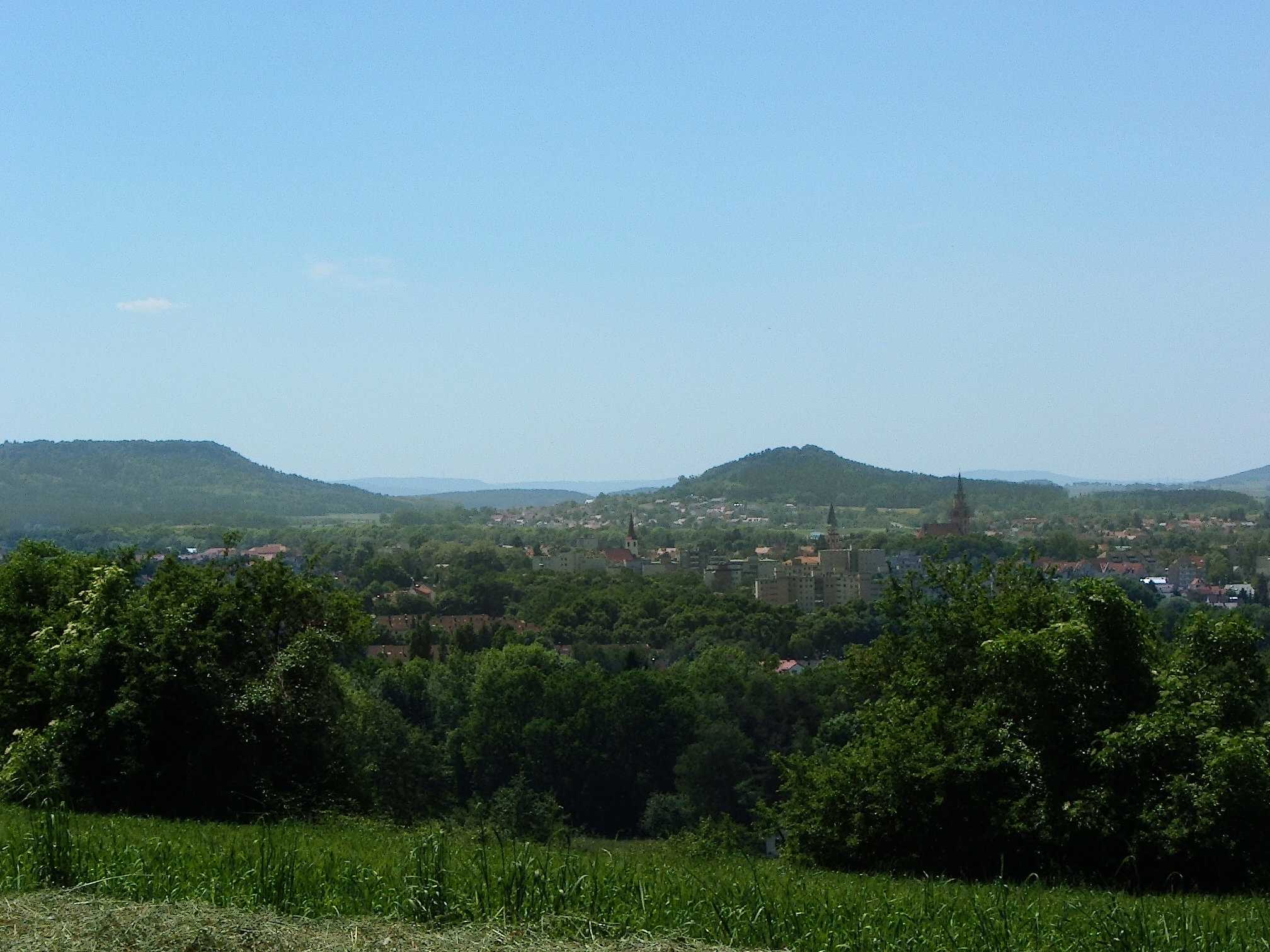
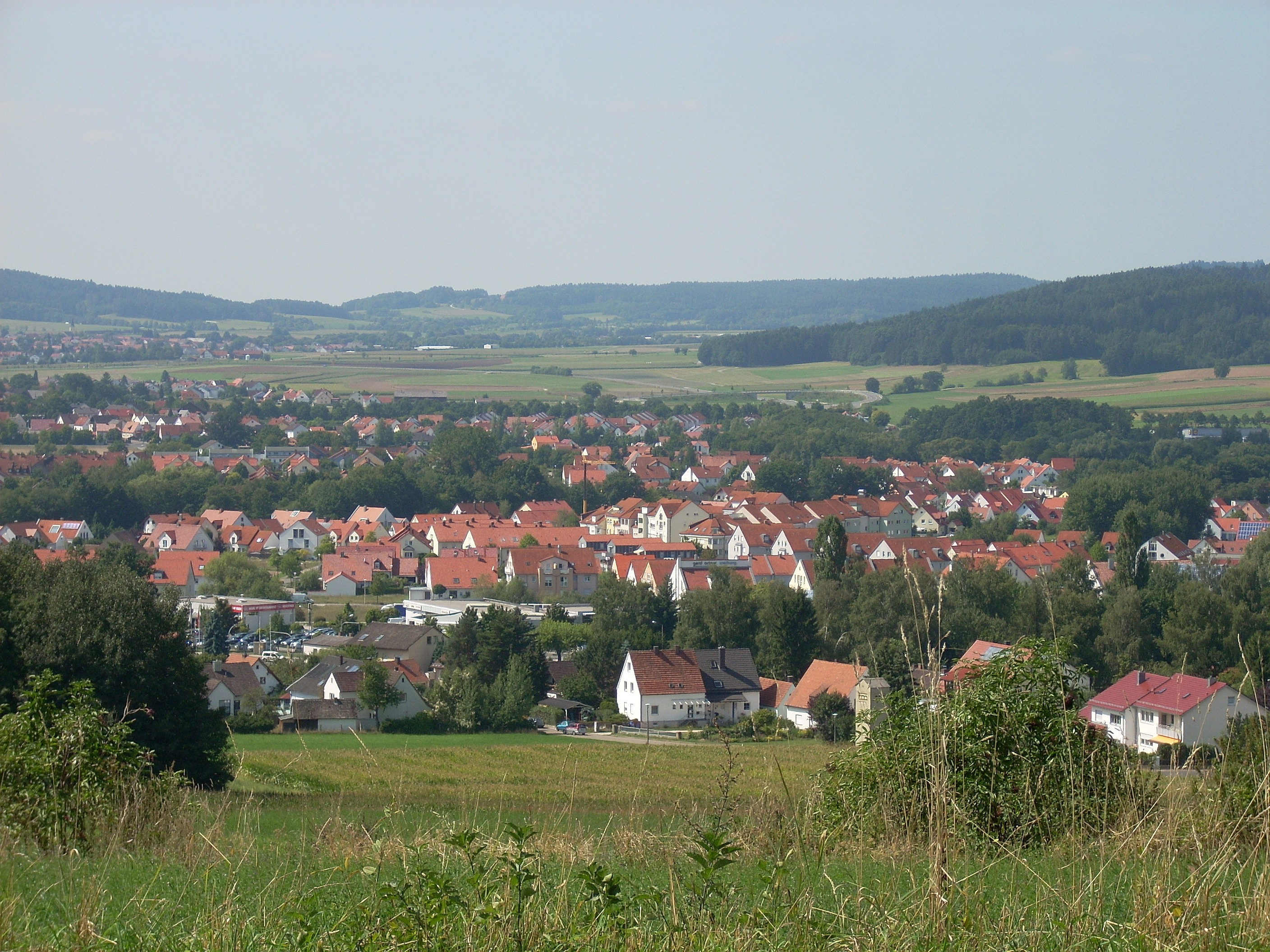
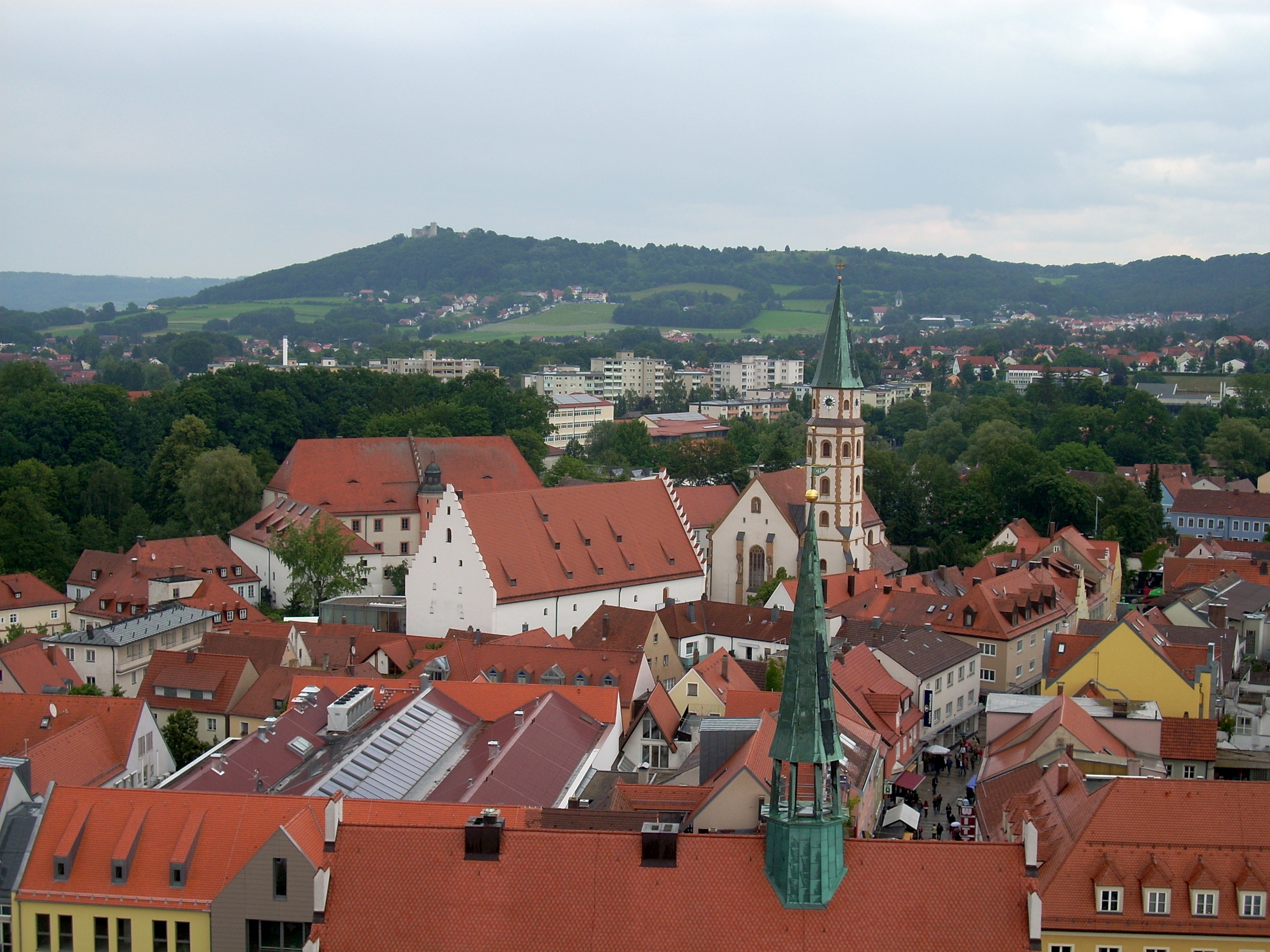
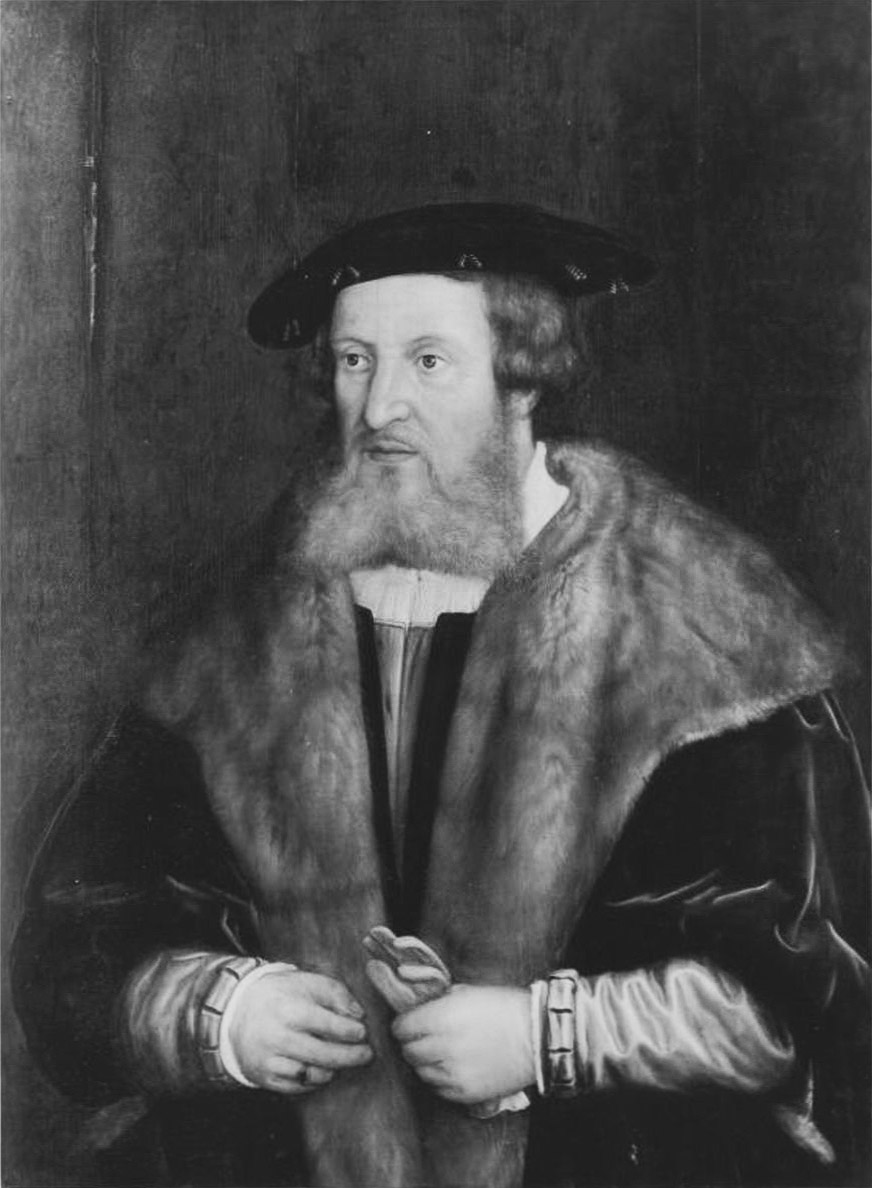